# Gobierno Finlandés
El Gobierno Finlandés (en finés: Suomen valtioneuvosto; en sueco: Finlands statsråd; literalmente: Consejo de Estado de Finlandia) es la rama ejecutiva y el gabinete de Finlandia, el cual dirige la política de Finlandia y es la fuente principal de legislación propuesta al Parlamento. El Gobierno tiene responsabilidad ministerial colectiva y representa a Finlandia en el Consejo de la Unión Europea. En el actual gabinete de Marin, el Gobierno se compone por 19 ministros que dirigen 12 ministerios.
Gobiernos de coalición con mayoría han sido parte de los cimientos del gobierno finlandés; con solo algunas excepciones históricas, un gobierno está normalmente conformado por representantes de dos partidos importantes y otros de partidos más pequeños.

## Composición
El Gobierno es el cuerpo ejecutivo más importante de Finlandia compuesto por los ministros. Sus poderes supremos están se basan en el Capítulo 1, Sección 3 de la Constitución de Finlandia (y al Acta de Gobierno subordinada de 2003):
Los poderes gubernamentales son ejercidos por el Presidente de la República y el Gobierno, los miembros del cual deberán tener la confianza del Parlamento.

### Gabinete, ministros y ministerios
El Gobierno está liderado por el primer ministro, prácticamente está considerado como el cargo más poderoso en Finlandia y a menudo el líder del partido político más grande 
El Gobierno está compuesto de 11 ministerios, además de la oficina del primer ministro. Cada ministerio está dirigido por al menos un ministro. A diferencia del número variable de las carteras de ministros, el número y los nombres de los ministerios están fijados por ley. Todos los  ministros se sientan en el Gobierno.
El Gobierno propone el número de ministros y sus roles para que el Parlamento de Finlandia lo confirme, y es posible de remodelar las carteras durante el transcurso de un Gobierno. No hay ministros de mayor o menor rango y los ministros sin cartera ya no están permitidos bajo la Constitución de 2000. Para ser ministro no se requiere ser parlamentario, a pesar de que a menudo lo son. Cada ministro está asistido por un Secretario de Estado (en finés: valtiosihteeri; en sueco: statssekreterare), un funcionario de gobierno quién sirve a discreción del ministro.
A pesar de que las carteras de los ministros están divididas entre los partidos políticos participantes, el gobierno tiene responsabilidad ministerial colectiva y se espera que los ministros sigan un programa de gobierno acordado durante conversaciones de formación del gobierno.

### Lista de los ministerios
| Ministerio                                | Nombre en finés                  | Nombre en sueco                      |
| ----------------------------------------- | -------------------------------- | ------------------------------------ |
| Oficina del primer ministro               | valtioneuvoston kanslia          | statsrådets kansli                   |
| Ministerio de Asuntos Exteriores          | ulkoministeriö                   | utrikesministeriet                   |
| Ministerio de Justicia                    | oikeusministeriö                 | justitieministeriet                  |
| Ministerio del Interior                   | sisäministeriö                   | inrikesministeriet                   |
| Ministerio de Defensa                     | puolustusministeriö              | försvarsministeriet                  |
| Ministerio de Hacienda                    | valtiovarainministeriö           | finansministeriet                    |
| Ministerio de Educación y Cultura         | opetus- ja kulttuuriministeriö   | undervisnings- och kulturministeriet |
| Ministerio de Agricultura y Silvicultura  | maa- ja metsätalousministeriö    | jord- och skogsbruksministeriet      |
| Ministerio de Transporte y Comunicaciones | liikenne- ja viestintäministeriö | kommunikationsministeriet            |
| Ministerio de Economía y del Trabajo      | työ- ja elinkeinoministeriö      | arbets- och näringsministeriet       |
| Ministerio de Asuntos Sociales y Salud    | sosiaali- ja terveysministeriö   | Social- och hälsovårdsministeriet    |
| Ministerio de Medio Ambiente              | ympäristöministeriö              | miljöministeriet                     |

### Comités ministeriales
El primer ministro puede reunirse con solo una parte del gobierno en un comité ministerial (comité de gabinete), cuando no es necesario o deseable convocar al gobierno por completo. Hay comités ministeriales específicos u opcionales del gobierno además de los cuatro comités ministeriales definidos por ley:
- Comité Ministerial de Hacienda (raha-asiainvaliokunta);
- Comité Ministerial sobre el Extranjero y Política de Seguridad (ulko- ja turvallisuuspoliittinen ministerivaliokunta; oficialmente desde 1922 y antes extraoficialmente);
- Comité Ministerial de Política Económica (talouspoliittinen ministerivaliokunta; oficialmente desde 1977 y antes extraoficialmente); y
- Comité Ministerial en Asuntos de la Unión Europea (Euroopan unionia koskevien asioiden ministerivaliokunta; establecido en 1995 para reemplazar el Comité Ministerial en Asuntos de la Comunidad Económica Europea)

## Legislación

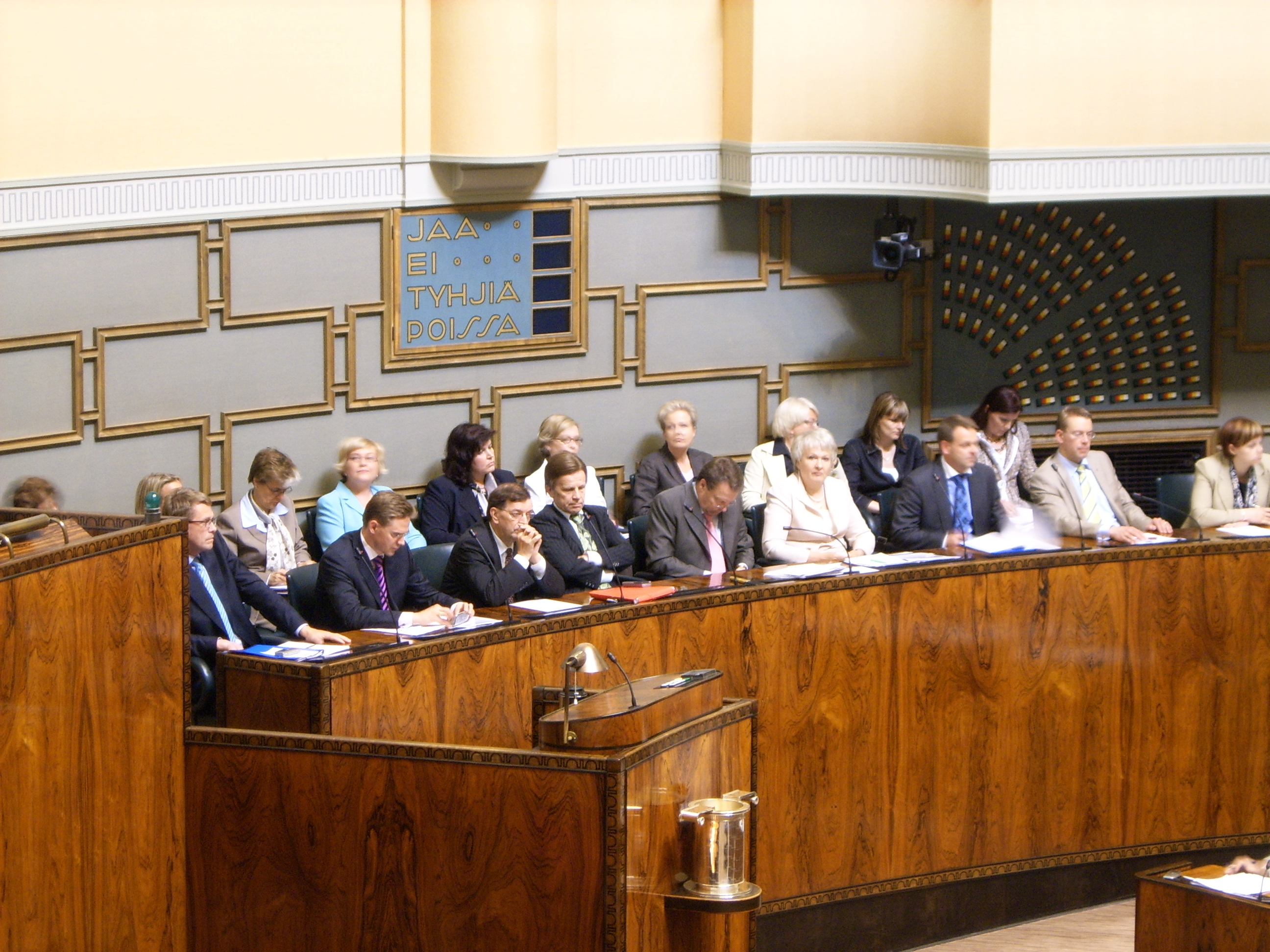
Segundo gobierno de Vanhanen en una sesión del Parlamento Finlandés en 2007.

El Gobierno inicia la mayoría de legislación. La ley propuesta (en finés: laki; en sueco: lag) es redactada por el ministerio respectivo bajo la dirección de su ministro, la cual después es revisada por el Gobierno y enviado como propuesta del gobierno (en finés: hallituksen esitys; en sueco: regeringens proposition) al Parlamento para su tramitación y posibles modificaciones. Sin embargo, debido a que los gobiernos de coalición han sido la norma en Finlandia, los partidos representados en el gobierno normalmente forman mayoría en el parlamento, haciendo el proceso un poco más armonioso. Desde 1957, todos los  gobiernos han sido de mayoría . Antes de que un proyecto sea promulgado como ley, debe ser confirmado por el Presidente de Finlandia. Como tal, el presidente tiene el poder de veto para retrasar y para frenar en contra de la mayoría políticas y potenciales vulneraciones de acuerdos internacionales. Periodos de cohabitación, donde el presidente y el gobierno representan posiciones políticas diferentes, puede crear conflictos. El veto del presidente puede ser invalidado por el Parlamento, a pesar de que en la práctica no se ha hecho. Los partidos también pueden acordar no votar siguiendo las líneas del partido y dejar la decisión a cada parlamentario, a pesar de que esto es infrecuente.
Mientras el Parlamento aprueba leyes, el gobierno o ministros individuales dictan decretos (en finés: asetus; en sueco: förordning). Los decretos aclaran, especifican, y guían la implementación de una ley del Parlamento, pero no la pueden contradecir. Son similares a las órdenes ejecutivas estadounidenses. Un ejemplo típico es especificar la suma monetaria real para beneficios descritos en términos generales dentro de una ley. Los decretos forman un cuerpo importante de ley junto a las leyes del Parlamento.

## Presupuesto
Los fondos estatales pueden ser gastados sólo en el marco del presupuesto estatal (en finés: valtion talousarvio; en sueco: statsbudget), los cuales tienen que ser confirmados por Parlamento. El Gobierno redacta el presupuesto anual y lo presenta al Parlamento para su discusión y aprobación. Si el Gobierno requiere más fondos durante el año, tiene que entregar una propuesta de presupuesto adicional al Parlamento. Para el 2020, el presupuesto del Estado central será de €57,6 mil millones, no incluyendo los presupuestos municipales y los cuerpos no correspondientes a los servicios como las empresas estatales.

## Gobierno actual
El Gobierno de Orpo es el gobierno número 77 de la República de Finlandia, que comenzó el 20 de junio de 2023. El gobierno de Orpo está formado por la Coalición Nacional (KOK), el Partido de los Finlandeses (PS), el Partido Popular Sueco (RKP) y los Demócratas Cristianos (KD).

## Lista de Gobiernos
La siguiente es una lista de todos los Gobiernos finlandeses desde 1917.
| Gobierno                    | Inicio                   | Escaños         | Partidos |
| --------------------------- | ------------------------ | --------------- | --- |
| Senado de Svinhufvud I      | 27 de noviembre de 1917  | 103/200         | Partido Joven Finlandés Partido Popular Sueco Partido Finlandés Liga Agraria                                                                          |
| Senado de Paasikivi I       | 27 de mayo de 1918       | 103/200         | Partido Joven Finlandés Partido Popular Sueco Partido Finlandés Liga Agraria                                                                          |
| Gobierno de Ingman I        | 27 de noviembre de 1918  | 77/200 77/108   | Partido Coalición Nacional Partido Popular Sueco Partido Progresista Nacional                                                                         |
| Gobierno de K. Castrén      | 17 de abril de 1919      | 90/200          | Partido Popular Sueco Partido Progresista Nacional Liga Agraria                                                                                       |
| Gobierno de Vennola I       | 15 de agosto de 1919     | 68/200          | Partido Progresista Nacional Liga Agraria |
| Gobierno de Erich           | 15 de marzo de 1920      | 118/200         | Partido Progresista Nacional Liga Agraria Partido Coalición Nacional Partido Popular Sueco                                                            |
| Gobierno de Vennola II      | 9 de abril de 1921       | 68/200          | Partido Progresista Nacional Liga Agraria |
| Gobierno de Cajander I      | 2 de junio de 1922       | –               | – |
| Gobierno de Kallio I        | 14 de noviembre de 1922  | 60/200          | Partido Progresista Nacional Liga Agraria |
| Gobierno de Cajander II     | 18 de enero de 1924      | –               | – |
| Gobierno de Ingman II       | 31 de mayo de 1924       | 122/200         | Partido Progresista Nacional Liga Agraria Partido Coalición Nacional Partido Popular Sueco                                                            |
| Gobierno de Tulenheimo      | 31 de marzo de 1925      | 82/200          | Liga Agraria Partido Coalición Nacional |
| Gobierno de Kallio II       | 31 de diciembre de 1925  | 82/200          | Liga Agraria Partido Coalición Nacional |
| Gobierno de Tanner          | 13 de diciembre de 1926  | 52/200          | Partido Socialdemócrata |
| Gobierno de Sunila I        | 17 de diciembre de 1927  | 52/200          | Liga Agraria |
| Gobierno de Mantere         | 22 de diciembre de 1928  | 10/200          | Partido Progresista Nacional |
| Gobierno de Kallio III      | 16 de agosto de 1929     | 60/200          | Liga Agraria |
| Gobierno de Svinhufvud II   | 4 de julio de 1930       | 132/200         | Partido Progresista Nacional Liga Agraria Partido Coalición Nacional Partido Popular Sueco                                                            |
| Gobierno de Sunila II       | 21 de marzo de 1931      | 132/200         | Partido Progresista Nacional Liga Agraria Partido Coalición Nacional Partido Popular Sueco                                                            |
| Gobierno de Kivimäki        | 14 de diciembre de 1932  | 85/200          | Partido Progresista Nacional Liga Agraria Partido Popular Sueco                                                                                       |
| Gobierno de Kallio IV       | 7 de octubre de 1936     | 60/200          | Partido Progresista Nacional Liga Agraria |
| Gobierno de Cajander III    | 3 de marzo de 1937       | 164/200         | Partido Progresista Nacional Liga Agraria Partido Popular Sueco Partido Socialdemócrata                                                               |
| Gobierno de Ryti I          | 1 de diciembre de 1939   | 165/200         | Partido Progresista Nacional Liga Agraria Partido Popular Sueco Partido Socialdemócrata                                                               |
| Gobierno de Ryti II         | 27 de marzo de 1940      | 190/200         | Partido Progresista Nacional Liga Agraria Partido Popular Sueco Partido Socialdemócrata Partido Coalición Nacional                                    |
| Gobierno de Rangell         | 4 de enero de 1941       | 198/200         | Partido Progresista Nacional Liga Agraria Partido Popular Sueco Partido Socialdemócrata Partido Coalición Nacional Movimiento Patriótico Popular      |
| Gobierno de Linkomies       | 5 de marzo de 1943       | 190/200         | Partido Progresista Nacional Liga Agraria Partido Popular Sueco Partido Socialdemócrata Partido Coalición Nacional                                    |
| Gobierno de Hackzell        | 8 de septiembre de 1944  | 190/200         | Partido Progresista Nacional Liga Agraria Partido Popular Sueco Partido Socialdemócrata Partido Coalición Nacional                                    |
| Gobierno de U. Castrén      | 21 de octubre de 1944    | 190/200         | Partido Progresista Nacional Liga Agraria Partido Popular Sueco Partido Socialdemócrata Partido Coalición Nacional                                    |
| Gobierno de Paasikivi II    | 17 de noviembre de 1944  | 165/200         | Partido Progresista Nacional Liga Agraria Partido Popular Sueco Partido Socialdemócrata Liga Popular Democrática Finlandesa                           |
| Gobierno de Paasikivi III   | 17 de abril de 1945      | 171/200         | Partido Progresista Nacional Liga Agraria Partido Popular Sueco Partido Socialdemócrata Liga Popular Democrática Finlandesa                           |
| Gobierno de Pekkala         | 26 de marzo de 1946      | 162/200         | Liga Agraria Partido Popular Sueco Partido Socialdemócrata Liga Popular Democrática Finlandesa                                                        |
| Gobierno de Fagerholm I     | 29 de agosto de 1948     | 54/200          | Partido Socialdemócrata |
| Gobierno de Kekkonen I      | 17 de marzo de 1950      | 75/200          | Partido Progresista Nacional Liga Agraria Partido Popular Sueco                                                                                       |
| Gobierno de Kekkonen II     | 17 de enero de 1951      | 129/200         | Partido Progresista Nacional Liga Agraria Partido Popular Sueco Partido Socialdemócrata                                                               |
| Gobierno de Kekkonen III    | 20 de octubre de 1951    | 119/200         | Liga Agraria Partido Socialdemócrata Partido Popular Sueco                                                                                            |
| Gobierno de Kekkonen IV     | 9 de agosto de 1953      | 66/200          | Liga Agraria Partido Popular Sueco |
| Gobierno de Sakari Tuomioja | 17 de noviembre de 1953  | 53/200          | – |
| Gobierno de Törngren        | 5 de mayo de 1954        | 120/200         | Liga Agraria Partido Popular Sueco |
| Gobierno de Kekkonen V      | 20 de octubre de 1954    | 107/200         | Liga Agraria Partido Socialdemócrata |
| Gobierno de Fagerholm II    | 3 de marzo de 1956       | 120/200         | Liga Agraria Partido Socialdemócrata Partido Popular Sueco                                                                                            |
| Gobierno de Sukselainen I   | 27 de abril de 1957      | 79/200          | Liga Agraria Partido Popular Sueco Unión Socialdemócrata de Trabajadores y Pequeños Propietarios Partido Popular Finlandés                            |
| Gobierno de von Fieandt     | 29 de noviembre de 1957  | –               | – |
| Gobierno de Kuuskoski       | 26 de abril de 1958      | –               | – |
| Gobierno de Fagerholm III   | 29 de septiembre de 1958 | 152/200         | Partido Socialdemócrata Liga Agraria Partido Coalición Nacional Partido Popular Finlandés Partido Popular Sueco                                       |
| Gobierno de Sukselainen II  | 13 de enero de 1959      | 62/200          | Liga Agraria Partido Popular Sueco |
| Gobierno de Miettunen I     | 14 de agosto de 1961     | 48/200          | Liga Agraria |
| Gobierno de Karjalainen I   | 13 de abril de 1962      | 114/200         | Liga Agraria Unión Socialdemócrata de Trabajadores y Pequeños Propietarios Partido Popular Sueco Partido Coalición Nacional Partido Popular Finlandés |
| Gobierno de Lehto           | 18 de diciembre de 1963  | –               | – |
| Gobierno de Virolainen      | 12 de octubre de 1964    | 112/200         | Partido del Centro Partido Coalición Nacional Partido Popular Sueco Partido Popular Finlandés                                                         |
| Gobierno de Paasio I        | 27 de mayo de 1966       | 152/200         | Liga Popular Democrática Finlandesa Partido Socialdemócrata Unión Socialdemócrata de Trabajadores y Pequeños Propietarios Partido del Centro          |
| Gobierno de Koivisto I      | 22 de marzo de 1968      | 164/200         | Partido Socialdemócrata Unión Socialdemócrata de Trabajadores y Pequeños Propietarios Partido Popular Sueco Partido del Centro                        |
| Gobierno de Aura I          | 14 de mayo de 1970       | –               | – |
| Gobierno de Karjalainen II  | 15 de agosto de 1970     | 144/200         | Partido Socialdemócrata Partido del Centro Partido Popular Sueco Liberales                                                                            |
| Gobierno de Aura II         | 29 de octubre de 1971    | –               | – |
| Gobierno de Paasio II       | 23 de febrero de 1972    | 55/200          | Partido Socialdemócrata |
| Gobierno de Sorsa I         | 4 de octubre de 1972     | 109/200         | Partido del Centro Partido Popular Sueco Liberales Partido Socialdemócrata                                                                            |
| Gobierno de Liinamaa        | 13 de junio de 1975      | –               | – |
| Gobierno de Miettunen II    | 30 de noviembre de 1975  | 152/200         | Liga Popular Democrática Finlandesa Partido del Centro Partido Popular Sueco Liberales Partido Socialdemócrata                                        |
| Gobierno de Miettunen III   | 29 de octubre de 1976    | 58/200          | Partido del Centro Partido Popular Sueco Liberales |
| Gobierno de Sorsa II        | 15 de mayo de 1977       | 152/200         | Liga Popular Democrática Finlandesa Partido Popular Sueco Liberales Partido Socialdemócrata Partido del Centro                                        |
| Gobierno de Koivisto II     | 26 de mayo de 1979       | 133/200         | Liga Popular Democrática Finlandesa Partido Popular Sueco Partido Socialdemócrata Partido del Centro                                                  |
| Gobierno de Sorsa III       | 19 de febrero de 1982    | 133/200 102/200 | Liga Popular Democrática Finlandesa Partido Popular Sueco Partido Socialdemócrata Partido del Centro                                                  |
| Gobierno de Sorsa IV        | 6 de mayo de 1983        | 123/200         | Partido Popular Sueco Partido Socialdemócrata Partido del Centro Partido Rural Finlandés                                                              |
| Gobierno de Holkeri         | 30 de abril de 1987      | 131/200         | Partido Coalición Nacional Partido Socialdemócrata Partido Popular Sueco Partido Rural Finlandés                                                      |
| Gobierno de Aho             | 26 de abril de 1991      | 115/200         | Partido del Centro Partido Coalición Nacional Partido Popular Sueco Demócrata Cristianos                                                              |
| Gobierno de Lipponen I      | 13 de abril de 1995      | 145/200         | Partido Coalición Nacional Partido Socialdemócrata Partido Popular Sueco Alianza de la Izquierda Liga Verde                                           |
| Gobierno de Lipponen II     | 15 de abril de 1999      | 140/200 129/200 | Partido Coalición Nacional Partido Socialdemócrata Partido Popular Sueco Alianza de la Izquierda Liga Verde (−2002)                                   |
| Gobierno de Jäätteenmäki    | 17 de abril de 2003      | 117/200         | Partido del Centro Partido Socialdemócrata Partido Popular Sueco                                                                                      |
| Gobierno de Vanhanen I      | 24 de junio de 2003      | 117/200         | Partido del Centro Partido Socialdemócrata Partido Popular Sueco                                                                                      |
| Gobierno de Vanhanen II     | 19 de abril de 2007      | 126/200         | Partido del Centro Partido Coalición Nacional Liga Verde Partido Popular Sueco                                                                        |
| Gobierno de Kiviniemi       | 22 de junio de 2010      | 126/200         | Partido del Centro Partido Coalición Nacional Liga Verde Partido Popular Sueco                                                                        |
| Gobierno de Katainen        | 22 de junio de 2011      | 124/200 112/200 | Partido Coalición Nacional Partido Socialdemócrata Alianza de la Izquierda (−2014) Liga Verde Partido Popular Sueco Demócrata Cristianos              |
| Gobierno de Stubb           | 24 de junio de 2014      | 112/200 102/200 | Partido Coalición Nacional Partido Socialdemócrata Liga Verde (−2014) Partido Popular Sueco Demócrata Cristianos                                      |
| Gobierno de Sipilä          | 29 de mayo de 2015       | 124/200 105/200 | Partido del Centro Partido de los Finlandeses (−2017) Partido Coalición Nacional Reforma Azul (2017−)                                                 |
| Gobierno de Rinne           | 6 de junio de 2019       | 117/200         | Partido Socialdemócrata Partido del Centro Liga Verde Alianza de la Izquierda Partido Popular Sueco                                                   |
| Gobierno de Marin           | 10 de diciembre de 2019  | 117/200         | Partido Socialdemócrata Partido del Centro Liga Verde Alianza de la Izquierda Partido Popular Sueco                                                   |
| Gobierno de Orpo Incumbente | 20 de junio de 2023      | 108/200         | Partido Coalición Nacional Partido de los Finlandeses Partido Popular Sueco Demócratas Cristianos                                                     |